# 洪德尔·马丁内斯
洪德尔·马丁内斯（西班牙語：Jonder Martínez，1978年6月22日—），古巴棒球运动员。他曾代表古巴国家队参加2004年和2008年夏季奥林匹克运动会棒球比赛，获得一枚金牌和一枚银牌。